# Луїс Гевара Мора
Луїс Гевара Мора (ісп. Luis Guevara Mora, нар. 2 вересня 1961, Сан-Сальвадор) — сальвадорський футболіст, що грав на позиції воротаря.

## Клубна кар'єра
У дорослому футболі дебютував 1978 року виступами за команду «Платенсе Мунісіпаль», в якій провів п'ять сезонів. В подальшому виступав за низку сальвадорських клубів, пять разів ставши чемпіоном країни. Також виступав у Гватемалі за клуби «Шелаху» та «Аврора», вигравши з останньою чемпіонат та Кубок Гватемали 1993 року.
Завершив ігрову кар'єру у команді «Сан-Сальвадор» в 2003 році.

## Виступи за збірну
1979 року дебютував в офіційних матчах у складі національної збірної Сальвадору.
У складі збірної був учасником чемпіонату світу 1982 року в Іспанії. На турнірі він зіграв у всіх трьох іграх — проти Угорщини, Бельгії та Аргентини. У матчі проти Угорщини він встановив сумнозвісний рекорд чемпіонатів світу, пропустивши десять голів.
Загалом протягом кар'єри у національній команді, яка тривала 17 років, провів у її формі 43 матчі, пропустивши 52 голи.

## Досягнення
- Чемпіон Сальвадору (5): 1981, 1992, 1997, 1999, 2003[2]
- Чемпіон Гватемали (1): 1992/93
- Срібний призер Чемпіонату націй КОНКАКАФ: 1981